# ピクシーダストテクノロジーズ (企業)
ピクシーダストテクノロジーズ株式会社（以下「PxDT」）は、筑波大学発企業である。創業者はメディアアーティスト／研究者の落合陽一らである。

## 概要
2015年に落合陽一が米国法人 Pixie Dust Technologies, Inc. を設立、それを引き継ぐ形で2017年日本法人のピクシーダストテクノロジーズが創業された。空間のデジタルトランスフォーメーション、及び大学発技術の社会実装を目的として創業された。ヒューマンインターフェース技術とコンピュータシミュレーション技術の研究開発を通じ、触覚スピーカー技術、メタマテリアル技術や建設現場のデジタルトランスフォーメーション、コロナ対策のBCPソリューションなどを含む技術の社会実装を行なっている。2023年8月1日のナスダック上場を祝して、2023年8月25日に上場セレモニーを開催した。2024年11月14日非公開化（上場廃止）。

## 歴史
- 2015年1月 – インキュベイトファンドの支援を受け、落合陽一が米国法人 Pixie Dust Technologies, Inc. を設立。[18]
- 2017年5月10日 – 日本法人「ピクシーダストテクノロジーズ株式会社」を設立。[19]
- 2017年6月 – 筑波大学が〈大学発ベンチャー〉として承認。[20]
- 2017年10月 – シリーズAで総額6.45 億円を調達、NEDO「STS」採択。[21]
- 2018年5月 – 筑波大学と特別共同研究事業契約を締結。
- 2019年5月 – シリーズBで約38.46 億円を調達（累計約48 億円）。[22]
- 2022年7月 – 音響メタマテリアル吸音材「iwasemi」発売。[23]
- 2022年11月 – 超音波スカルプケアデバイス「SonoRepro」発売。[24]
- 2023年3月 – 会話可視化サービス「VUEVO mic」発売。[25]
- 2023年4月 – ガンマ波サウンド™搭載「kikippa スピーカー」発売。[26]
- 2023年8月1日 – Nasdaq Capital Market に上場（ティッカー PXDT）。[27]
- 2024年11月15日 – Nasdaq 上場廃止・ADRプログラム終了。[28]
- 2025年5月8日 – 世界初ガンマ波サウンド™搭載「kikippa イヤホン」一般発売。[29]

## 技術
中心技術は、超音波フェーズドアレイや光学・電磁波制御を統合した波動ホログラフィック合成プラットフォーム「HAGEN」である。空中浮遊スクリーン〈Pixie Dust〉、指向性音響〈Holographic Whisper〉、音響メタマテリアル設計などへ応用される。

## 製品
個人向け
- SonoRepro – 非接触超音波スカルプケアデバイス（2022）。[31]
- kikippa – ガンマ波サウンド™搭載スピーカー（2023）およびイヤホン（2025）。[32][33]

空間・業務向け
- iwasemi – 音響メタマテリアル吸音材（SQ‑α、HX‑α、RC‑α）。RC‑αはCES 2024 Innovation Awards受賞。[34]
- VUEVO – 会話可視化・字幕／翻訳プラットフォーム（2023）。[35]

## 受賞歴
- CES 2023 Innovation Awards（Home Appliances 部門） – SonoRepro[36]
- CES 2024 Innovation Awards – iwasemi RC‑α[37]
- グッドデザイン賞 2023 – kikippa スピーカー[38]